# Кемел
Кеме́л (каз. Кемел) — село у складі Жамбильського району Жамбильської області Казахстану. Входить до складу Караойського сільського округу.
У радянські часи село називалось Карой, до 2017 року — Октябр.
Населення — 197 осіб (2021; 216 у 2009, 186 у 1999, 161 у 1989).